# Курбатов, Валентин Михайлович
Валентин Михайлович Курбатов (1918 — 1992) — советский конструктор изделий оборонного назначения, инженер НИИ № 20, лауреат Сталинской премии.

## Биография
Родился в 1918 году в городе Скопин.
Работал в НИИ-20.
Во время Великой Отечественной войны вместе с Б. М. Коноплевым и Л. Н. Кисляковым разработал для Севморпути автоматическую метеорадиостанцию «Порфир». В 1946 году за эту разработку присуждена Сталинская премия.
В 1953—1954 годах в качестве главного конструктора руководил разработкой радиотрансляционной линии «Фаза» в дециметровом диапазоне волн на расстояние до 15 км (шифр РЛ-30) для оперативного использования радиолокационных данных от РЛС «Перископ» (П-20) на КП истребительной авиации.
В дальнейшем возглавлял группу по разработке вычислительной техники (вычислительного комплекса «Аргон» для низовых звеньев и специальной ЭВМ для АСУ «Тетива»).
Кандидат технических наук.